# Federació d'Associacions de Mares i Pares d'Alumnes de Catalunya
Federació d'Associacions de Mares i Pares d'Alumnes de Catalunya (FAPAC) és una federació que agrupa la major part de les Associacions de Mares i Pares d'Alumnes (AMPA) de Catalunya. Ha anat creixent des de la seva creació l'any 1975 per convertir-se en la federació d'AMPA més important de Catalunya, federant AMPA de tots els nivells educatius no universitaris: escola bressol, educació infantil, educació primària i educació secundària. El seu principal àmbit d'actuació és el de les escoles (bressol, infantil i primària) i instituts públics, però també federa un nombre important d'escoles..
La FAPAC es pot definir com un grup de pressió de mares i pares d'alumnes envers la relació amb les administracions educatives, així com un grup d'interès per satisfer col·lectivament les necessitats de les AMPA pel que fa a la relació amb els seus associats i la seva tasca als centres educatius. La FAPAC és una de les organitzacions educatives amb més ressò en la vida pública catalana.
Durant la seva existència la FAPAC ha incidit sobre la política educativa i ha establert i desenvolupat relacions amb l'administració educativa, les organitzacions de professorat tant de tipus sindical com d'altres, organitzacions d'estudiants, federacions i entitats de lleure i molts altres agents de la comunitat educativa i del tercer sector.
El seu discurs i la seva actuació ha inclòs temes relacionats amb l'educació, tant formal com informal, l'àmbit familiar i les relacions dels pares i mares amb els fills i les filles, així com la gestió i assessorament econòmic i legal de les AMPA. La FAPAC també ha desenvolupat i promogut diversos projectes al voltant dels seus interessos.

## Tipus d'organització
La Federació d'Associacions de Mares i Pares d'Alumnes de Catalunya (FAPAC) és una federació que agrupa associacions de mares i pares d'alumnes (AMPA). Segons un estudi de l'any 2014 federa la major part de les AMPA de Catalunya. Amb dades de l'any 2014, 95% de les AMPA de centres públics d'educació i 18% dels centres privats són sòcies de la FAPAC. La FAPAC federa a la pràctica totalitat de les AMPA de primària de centres públics, i un 66% de les AMPA d'instituts públics de secundària. Sobre el conjunt d'AMPA de centres públics i privats la FAPAC federa el 76% de les AMPA de Catalunya, el que representa el 66% de les famílies d'alumnes, amb dades recollides l'any 2014. Les AMPA dels centres educatius de titularitat pública compleixen un paper molt important en la provisió d'activitats complementàries a l'activitat lectiva, i generen una activitat econòmica molt important.
La FAPAC és principalment un grup d'interès dels pares i mares d'alumnes de tots els nivells educatius per promoure i emprendre accions de participació en tots els àmbits que afecten l'educació, i proveir serveis a les associacions sòcies que els permetin defensar els interessos dels pares i mares d'alumnes associats. Per tant, la FaPaC és una organització que actua coordinadament a l'àmbit polític, tècnic i associatiu com a òrgan de representació i en suport de les AMPA que hi estan federades.
Es pot definir un grup d'interès com un «conjunt d'individus que sobre la base d'una comunitat d'actituds, expressen reivindicacions, al·leguen pretensions o adopten posicions que afecten de manera directa o indirecta els altres actors de la vida social». La FAPAC es pot definir com un actor de la comunitat educativa, que juntament amb altres grups d'interès (sindicats de professorat, associacions estudiantils, moviments de renovació pedagògica, etc.), els grups polítics i les institucions públiques, intenten incidir sobre l'articulació de les polítiques educatives. La FAPAC és un actor de les polítiques educatives, d'acord amb la definició clàssica de Cobb i Elder, i intenta generar i promoure estats d'opinió sobre els temes del seu interès. La FAPAC a més treballa per donar suport a les activitats de les AMPA associades. Pel que fa a l'administració educativa, la FAPAC actua com un grup de pressió en favor dels interessos dels seus associats. Els membres del Consell Escolar de Catalunya són els grups d'interès i de pressió del sistema educatiu català reconeguts per l'administració educativa.

## Història

### 1975-1990

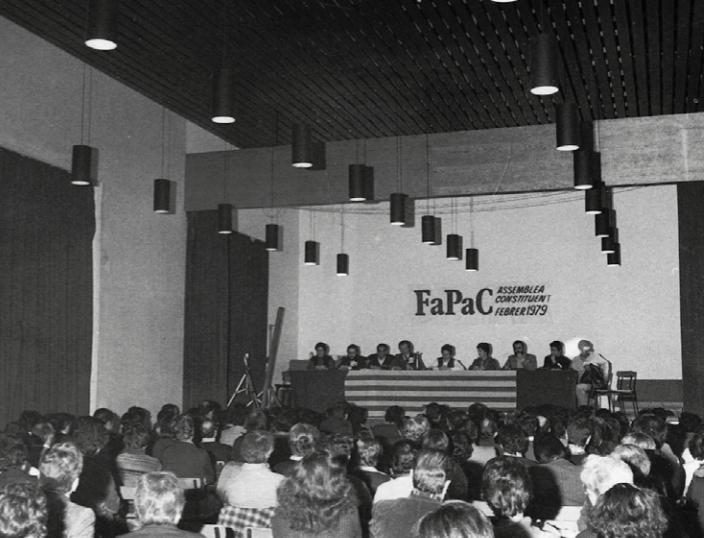
Assemblea constituent de la FaPaC l'any 1979

El moviment associatiu de pares i mares d'alumnes té els seus orígens a finals de la dècada de 1960 amb uns objectius que sintonitzaven amb el context polític del moment: escola per a tothom i gratuïta, estabilitat del professorat, catalanització i escola participativa.
Aquest moviment associatiu es revifa a principis dels anys 1970 al voltant de grups de pares i mares sensibilitzats en el tema educatiu, que al costat del professorat més actiu, treballa per una escola pública, catalana i de qualitat. Fins a l'any 1975, quan una ordre del govern legalitza les associacions de mares i pares d'alumnes, aquestes associacions treballen en la semiclandestinitat.
La FAPAC neix l'any 1975 amb una comissió gestora que constitueix legalment la federació l'any 1977, manifestant en la seva declaració inicial que vol treballar cap a una reforma de l'ensenyament que proporcioni un sistema educatiu públic i de qualitat, i com a principals projectes declara que «la federació impulsarà la promoció i creació d'associacions de pares a les escoles; l'ajuda a les ja existents.» A més manifesta que vol complir una doble funció com a representant de les associacions federades en defensa de l'ensenyament, i com a proveïdora de serveis on les associacions no puguin arribar. La federació queda legalitzada definitivament l'any 1978.
La FAPAC va promovent reunions d'associacions de pares i mares d'alumnes a diferents comarques i ràpidament comença a federar i a establir relacions amb associacions de pares i mares d'alumnes de tot Catalunya.
En el seu origen la federació era una federació d'associacions de mares i pares d'alumnes d'escoles de primària, però amb el temps s'han anat incorporant totes les etapes educatives i actualment constitueix la federació amb més AMPA federades de tot l'estat espanyol.
Inicialment la principal activitat de la FAPAC estava relacionada amb les demandes de creació d'escoles i d'un increment dels recursos educatius. A partir dels anys 1980 la federació comença a oferir alguns serveis per ajudar a les associacions de mares i pares d'alumnes (AMPA) a crear teixit associatiu i oferir al seu cop els serveis complementaris que no oferia l'administració educativa. A més apareix l'obligació de tenir assegurança de responsabilitat civil, la contractació col·lectiva de la qual es fa necessària per a les associacions. En anys posteriors les demandes de la FAPAC van anar evolucionant cap a temes relacionats amb la millora de la qualitat de l'ensenyament, així com enfortir el contingut educatiu i la qualitat de les activitats complementàries a l'activitat lectiva, especialment el servei de menjador i les activitats extraescolars.
L'any 1985 es crea l'Escola de Pares de FAPAC que comença a oferir xerrades educatives i activitats per a la formació de les famílies i els membres de les AMPA. L'any 1987, a la novena assemblea de la federació celebrada a la ciutat de Granollers, es canvien els estatuts per crear vicepresidències als diversos territoris on hi ha AMPA federades a la FAPAC. Posteriorment, durant la dècada dels anys 2000, aquestes vicepresidències es converteixen en presidències territorials, per facilitar la interlocució amb les autoritats locals.
El nombre d'AMPA federades creix de forma sostinguda, i l'any 1980 ja havia arribat a 600 AMPA de primària federades de les 2600 que hi havia en aquell moment a Catalunya. Hi ha diversos pics en el procés de federació d'AMPA. S'incrementa molt la federació quan es requereix a les associacions una assegurança de responsabilitat civil, espcialmente els anys 1983 i 1991. També es federen moltes AMPA els anys 1985 i 1992 a causa de mobilitzacions a favor de l'escola pública. L'any 1995 la FAPAC federava unes 1000 AMPA de tots els àmbits educatius no universitaris: bressol, primària i secundària.

### 1990-2005
A partir d'inicis de la dècada de 1990 comença a desplegar-se la Llei Orgànica General del Sistema Educatiu (LOGSE) i la FAPAC dona suport a aquesta reforma de manera clara. Aquest suport portaria fins i tot a la FAPAC l'any 1998 a votar a favor del desplegament de la reforma educativa al Consell Escolar de Catalunya en contra del parer de moltes AMPA de la ciutat de Barcelona, que volien que es pogués acabar el Batxillerat Unificat Polivalent i el Curs d'Orientació Universitària per a aquells alumnes que l'haguessin començat. De totes maneres la federació s'alia amb els sindicats de professorat i la Federació de Moviments de Renovació Pedagògica per reclamar més recursos per a la reforma educativa, inicialment des de mitjans de la dècada de 1980 a través d'un Secretariat en defensa de l'escola pública i a principis de la dècada de 1990 es forma el Marc Unitari de la Comunitat Educativa (MUCE), que es convertirà en la principal plataforma on la FAPAC plantejarà les seves reivindicacions compartides amb el professorat. El MUCE celebrarà cada any fins a mitjans de la dècada de 2000 la Diada de l'Escola Pública, per exemple el 1995 congrega 3.000 persones al Parc de la Ciutadella de Barcelona. i l'any 1999 realitza una altra diada multitudinària al Parc de l'Espanya Industrial a Barcelona. Les diferents administracions educatives no van reconèixer representativitat al MUCE, excepte el primer Govern Tripartit que el va rebre amb periodicitat.
El gener de 2000 el MUCE convoca una manifestació en suport a l'ensenyament públic i en demanda de més recursos per a l'educació pública. Es converteix en una de les manifestacions educatives on la FAPAC té un paper més important, estimant-śe una participació de 20.000 manifestants, principalment famílies amb els seus fills i filles.
Durant l'any 2000 a l'Escola d'Estiu de l'Associació Rosa Sensat es constitueix la Coordinadora d'escoles 0-12, una coordinació d'escoles públiques promoguda per la Federació de Moviments de Renovació Pedagògica, els sindicats Comissions Obreres, Unió General de Treballadors (UGT), Unió dels Treballadors d'Ensenyament de Catalunya (USTEC), la Universitat de Barcelona, la Universitat Autònoma de Barcelona, la Universitat Rovira i Virgili, la Universitat de Girona, la Universitat de Lleida, la Universitat de Vic i la FAPAC. L'objectiu principal de la coordinadora és promoure l'intercanvi d'idees i experiències entre els centres públics de primària, estenent-se posteriorment la coordinació a l'etapa 0-3, és a dir a l'educació infantil inicial. Aquesta coordinadora celebrarà jornades anuals entre els anys 2001 i 2010.
L'any 2000 la FAPAC rep la Medalla d'Honor de Barcelona, mentre que l'any 2003 rep el Premi Catalunya d'Educació. L'any 2007 la Generalitat de Catalunya atorga a la FAPAC la Creu de Sant Jordi. El mateix 2007 rep el Premi Trajectòria honorífic per part del Consell Català del Llibre Infantil i Juvenil, en reconeixement dels pares i mares que transmeten l'amor a la lectura als seus fills i filles.
L'any 2001 la FAPAC celebra un congrés per celebrar el seu vint-i-cinquè aniversari, amb uns dos-cents participants provinents de tots els sectors de la comunitat educativa. Aquest mateix any la FAPAC signa un acord amb la Fundació Catalana de l'Esplai perquè les entitats especialitzades es facin càrrec de les activitats extraescolars als centres educatius. Això s'acaba plasmant amb l'elaboració i publicació d'una proposta d'activitats complementàries (activitats extraescolars, serveis d'acollida matinal, serveis de menjador i colònies escolars) que es basa a assegurar els següents principis: que siguin de qualitat, accessibles per a tothom i coordinades per tots els actors implicats. Aquest projecte, anomenat «Eduquem més enllà de l'horari lectiu"» implica a unes 30 escoles, i dura fins a l'any 2005.

### 2005-Actualitat
Junt amb 20 altres entitats de la comunitat educativa, la FAPAC signa l'any 2006 el Pacte Nacional per a l'Educació.

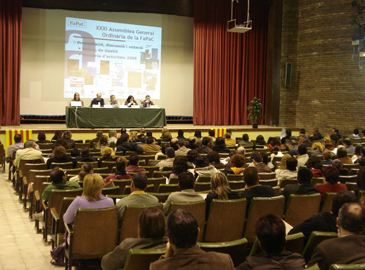
XXXI Assemblea General de la FAPAC a Tarragona, 2009

A principis del Govern de Catalunya 2010-2012 es comença a parlar de la supressió de la sisena hora, fruit de les restriccions pressupostàries que enfronta el govern de la Generalitat de Catalunya a partir de l'any 2010. Un cop suprimida la sisena hora dels centres públics, la FaPaC promou una Iniciativa Legislativa Popular (ILP) per restablir-la. Tot i ser admesa inicialment, la ILP acaba sent rebutjada per la mesa del Parlament de Catalunya al·legant inviabilitat pressupostària en cas de prosperar. En el moment de ser suprimida la FAPAC ja havia recollit 70.000 signatures, superant àmpliament les 50.000 requerides, i va presentar un recurs d'empara davant el Tribunal Constitucional contra la paralització de la ILP.
L'any 2011 la FAPAC abandona la Confederació Espanyola de Pares i Mares d'Alumnes (CEAPA) de la qual havia estat sòcia fundadora a principis dels anys 1980. Les raons proveïdes per la federació van ser la manca de funcionament federal de la confederació espanyola i la manca de reconeixement del pes de la federació catalana dins de la seva organització.
Amb dades de 2014, el 91% de les AMPA de Catalunya estan federades en alguna de les federacions o confederacions
d'AMPA que hi ha a Catalunya. FAPAC és la federació que representa a la pràctica totalitat de famílies associades a una AMPA en el sector públic. D'acord amb una enquesta molt àmplia de 2014, gairebé totes les AMPA de centres públics estan federades (95%) i la majoria d'elles són sòcies de FAPAC, que és la federació amb una major base associativa: el 2014 aplegava el 76% d'AMPA de Catalunya, que al seu torn representen el 66% de famílies. Pel que fa a secundària, 66,1% dels instituts públics de secundària estaven federats a FAPAC.

## Activitats

### Àmbit d'actuació
S'ha proposat que als centres educatius hi ha quatre àmbits on la FAPAC desenvolupa les seves activitats::
- Relacions derivades de l'escola com a ens pública sotmesa a una normativa concreta: Aquí FAPAC assessora a les AMPA i als pares i mares d'alumnes en general per exercir els drets de participació que els assegura la normativa existent, com per exemple en la participació en la gestió i control dels centres educatius regulada a través dels consells escolars de centre.
- Relacions derivades del caràcter de servei que té l'escola: En la part estrictament lectiva l'escola proveeix els seus serveis a través del personal docent, però pel que fa a tots els altres àmbits no lectius però també educatius, com ara les activitats extraescolars, el servei de menjador, els serveis d'acollida fora de l'horari lectiu, i molts altres serveis, es regulen, almenys pel que fa a l'escola pública, a través de les AMPA assessorades per la FAPAC. Aquí es dona una relació empresa-client, tant pel que fa a les AMPA respecte als seus associats com pel que fa a les AMPA respecte a la FAPAC.
- Relacions respecte a l'escola com a àmbit d'actuació de professionals: Als centres educatius s'estableix una relació entre els professionals de l'educació i els pares i mares d'alumnes en el seu caràcter de clients d'aquest servei professional. Les AMPA i la FAPAC exerceixen el seu caràcter de clients a través del control i la demanda d'avaluació dels serveis professionals que s'ofereixen als centres educatius.
- Relacions dins de la comunitat educativa en el seu caràcter de ciutadans: Els centres educatius són una part de l'espai públic i la comunitat educativa que s'estableix vol incidir sobre les polítiques educatives i sobre els drets ciutadans en general. En aquest àmbit els docents i els pares d'alumnes estableixen complicitats en molts àmbits cadascú des dels seus interessos, tot i que també a vegades hi ha conflictes.

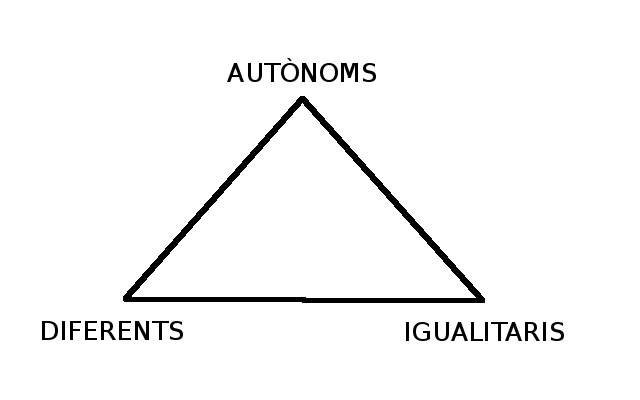
Esquema tipus de pares i mares participants d'AMPA

Quant al tipus de pares i mares d'alumnes que participen en els centres educatius s'ha proposat un esquema de classificació segons els seus interessos.
Els pares i mares «igualitaris» serien aquells que participen per creure en les possibilitats de millora de l'educació dels seus fills, mentre que els «autònoms» són els que participen quan hi ha algun conflicte o problema puntual, i finalment els «autònoms» són els que participen per un interès particular, com ara una activitat esportiva o artística per als seus fills. Segons aquest esquema els pares que nodreixen la FAPAC serien els «igualitaris».
Una altra classificació de la participació que s'ha proposat es basa en la complexitat de la participació. Així es classificaria la participació dels pares i mares d'alumnes de la manera següent:
1. Participació simple: es tracta únicament d'una participació passiva, seguint les pautes marcades i sense implicació.
2. Participació consultiva: els participants són consultats, però no prenen les decisions ni participen activament.
3. Participació projectiva: els participants impulsen els projectes i les iniciatives, però no els posen en pràctica.
4. Metaparticipació: És el nivell màxim de participació, on els participants creen els seus propis espais de participació per impulsar els seus interessos.

La FAPAC recull els àmbits de la metaparticipació, que és el que permet als pares i mares d'alumnes formar xarxes de participació més enllà de l'àmbit del mateix centre educatiu.

### Associacions de mares i pares d'alumnes federades
La FAPAC ha tingut com a objectiu en els seus estatuts com a principal activitat ser el representant de les associacions de mares i pares d'alumnes (AMPA) dels centres d'educació públics de Catalunya.
S'han fet alguns estudis sobre el grau de coneixement de les AMPA federades sobre la FAPAC. Dins dels centres educatius en general tant el professorat, com també les famílies i les juntes directives de les AMPA solen estar informades sobre la federació, però el grau de coordinació amb altres AMPA i escoles sol ser baix. A més, pel que fa als instituts de secundària, la col·laboració amb la FAPAC és la principal via de relació de les AMPA fora del centre educatiu.
Diversos estudis han mostrat que les relacions de les famílies d'un centre educatiu amb les d'altres centres educatius són positives per a la millora educativa, i que l'associació d'AMPA entre si a través de federacions permet unir recursos i crear plataformes per obtenir millores davant les administracions educatives.
No obstant això, 
tant la FaPaC respecte a les AMPA federades, com les AMPA federades respecte als pares i mares d'alumnes associats, sempre s'han vist absorbides per la necessitat de cobrir serveis complementaris a l'activitat pròpiament lectiva a les escoles, afeblint l'objectiu tant de la FaPaC com de les AMPA d'enfortir la participació de les famílies i ajudant a la relació entre les famílies d'alumnes i els centres educatius.
Una altra de les activitats principals de la FaPaC és la formació dels associats a les AMPA quant a la relació amb els fills i el centre educatiu. Tot i així alguns analistes apunten que el caràcter puntual de la formació i la dificultat d'èxit de molts dels tallers que es fan mostren que l'efectivitat d'aquesta formació és reduïda. També hi ha diversos estudis que apunten que els pares i mares d'alumnes que més participen de les activitats de formació promogudes per la FAPAC a través de les AMPA federades són els que menys ho necessiten, i així la capacitat d'inclusió d'aquestes activitats formatives és limitada.
Un dels projectes més importants que va desenvolupar la FAPAC quant al suport de la tasca de les AMPA es va realitzar durant el període 2006-2009,i va consistir en el desplegament d'un programa de dinamització d'AMPA a diverses comarques de Catalunya amb el suport del Departament d'Ensenyament de la Generalitat de Catalunya. Per al desplegament del programa, la FAPAC va contractar diversos professionals la funció dels quals va ser donar suport a les diferents AMPA i coordinar diverses AMPA a nivell local per poder millorar la seva capacitat de desenvolupar les seves funcions. El projecte de dinamització d'AMPA va permetre a la FAPAC arribar a moltes AMPA a les quals tenia poc accés i desenvolupar xarxes a nivell comarcal que van enfortir a la federació, però va enfrontar obstacles com ara l'alta rotació dels voluntaris a les AMPA i la dependència del finançament extern en ser un projecte en part externalitzat.

### Política educativa
La FAPAC ha intentat incidir sobre la política educativa al llarg de la seva història, en el seu paper de grup d'interès de les associacions de mares i pares d'alumnes. A part de la seva participació amb la Federació de Moviments de Renovació Pedagògica i els sindicats de professorat per incidir sobre les diferents lleis que s'han anat aprovant, la federació també ha intentat incidir per si mateixa sobre la política educativa.
L'any 1979 la FAPAC subscriu una declaració conjunta amb els principals partits polítics de Catalunya, que responen a la demanda de la federació de reclamar a l'estat millores substancials al sistema educatiu públic.
Quant a les lleis educatives, la FAPAC ha reclamat que no estiguin subjectes als vaivens dels interessos polítics. ja el 1982 la FAPAC demana que no es faci una utilització electoral de l'ensenyament. L'any 1996 la FAPAC participa d'un acord amb la Conselleria d'Ensenyament per a l'aplicació de la Llei Orgànica General del Sistema Educatiu a Catalunya, tot i haver estat molt crítica amb el seu desplegament fins a aquell moment. Arran del canvi de Govern d'Espanya que es produeix l'any 2004 la FAPAC reclama que es modifiqui la Llei Orgànica de Qualitat de l'Educació aprovada pel govern anterior però que es deixi l'educació al marge dels canvis polítics.
L'any 2004, un cop aturada la Llei Orgànica de Qualitat de l'Educació per la pèrdua del govern del Partit Popular, la FAPAC expressa que enfront del manteniment de les repeticions de curs determinades per un nombre fix d'assignatures suspeses, preferiria que els docents tinguin més autonomia per decidir quan convé una repetició de curs. Al final de l'any 2004, quan es constitueixen les comissions que prepararan el Pacte Nacional per l'Educació proposat pel Govern Tripartit, la conselleria d'ensenyament decideix que la comissió encarregada d'estudiar el tema de família i educació serà presidida pel primer president de la FAPAC. Durant tota la gestió del Pacte Nacional per l'Educació la FAPAC va donar suport a aquesta iniciativa, fins i tot en moments en què semblava que seria molt difícil arribar a un acord per part de totes les parts implicades. Després de signat el pacte, la FAPAC fa diverses declaracions sobre el seu compliment, i dos anys després de signat promou un acord amb altres entitats signants per considerar que moltes mesures importants del pacte s'han incomplert. Un cop es comença a debatre la Llei d'Educació de Catalunya, la FAPAC aporta els seus comentaris i acorda una sèrie d'esmenes amb les federacions d'ensenyament dels sindicats Comissions Obreres i Unió General de Treballadors, així com amb la Federació de Moviments de Renovació Pedagògica, i al novembre de 2008 promou un acte davant del Parlament de Catalunya per fer visibles aquestes esmenes. La FAPAC també s'ha oposat al desplegament de la Llei Orgànica per a la Millora de la Qualitat Educativa (LOMQE) promoguda pel govern del Partit Popular que emergeix de les eleccions generals espanyoles de 2011, per considerar que representen un retrocés en la política educativa, i promou declaracions en rebuig a aquesta llei als consells escolars de centre.

### Relacions amb el professorat
La relació de la FAPAC amb el professorat s'ha articulat principalment en dos àmbits: 1) relació amb la Federació de Moviments de Renovació Pedagògica i 2) relació amb els sindicats de l'ensenyament.

#### Relacions amb la Federació de Moviments de Renovació Pedagògica
Des de la seva constitució la FAPAC ha establert relacions amb la Federació de Moviments de Renovació Pedagògica (FMRP). A la dècada de 1990 conjuntament amb els sindicats de professors i associacions d'estudiants, la FMRP i la FAPAC van constituir el Marc Unitari de la Comunitat Educativa (MUCE), les principals iniciatives de la qual es ressenyen a la secció d'història i de relació amb els sindicats de professorat d'aquest article. Una altra iniciativa en la qual van participar conjuntament la FAPAC i la FMRP va ser la Coordinadora d'escoles 0-12, una coordinadora d'escoles d'infantil i primària que es va constituir al final de la dècada de 1990 i que va celebrar deu jornades entre l'any 1999 l'any 2008. Els fundadors de la Coordinació 0-12 van ser la Federació de MRP de Catalunya, la FAPAC, la Facultat Ciències Educació de la Universitat Autònoma de Barcelona, l'ICE de la Universitat Autònoma de Barcelona, la Universitat de Barcelona, la Universitat de Girona, la Universitat de Lleida, la Universitat de Vic, la Universitat Rovira i Virgili,les federacions d'ensenyament dels sindicats Comissions Obreres, UGT i el sindicat USTEC-STE’s. Durant les deu jornades de la Coordinació 0-12 la FAPAC va coordinar diverses taules relacionades amb la participació dels pares i mares d'alumnes als centres educatius i la relació entre les famílies i el professorat.

#### Relacions amb els sindicats de l'ensenyament
Les relacions de la FAPAC amb els sindicats de professorat han estat sempre marcades pel doble caràcter per un cantó de ser membres de la comunitat eductiva amb interessos comuns de defensa de l'educació pública, i per un altre cantó perquè la FAPAC recull els interessos dels usuaris del servei públic educatiu. Així l'any 1979 la FAPAC dona suport a les demandes del professorat de més places permanents a les escoles catalanes.
Posteriorment, el principal àmbit de relació de la FAPAC amb els sindicats de professorat s'hi ha establert al si del MUCE. Al voltant d'aquesta plataforma la FAPAC ha fet moltes iniciatives conjuntes amb els sindicats de professorat. Davant el desplegament de la reforma educativa iniciada a principis de la dècada de 1990, l'any 1992 la FAPAC participa amb els sindicats de professorat i amb la Federació de Moviments de Renovació Pedagògica (FMRP) d'una manifestació amb molta assistència. L'any 1998 en el marc del MUCE la FAPAC dona suport al caràcter comprensiu de l'Educació Secundària Obligatòria instaurada per la LOGSE. Algunes d'aquestes iniciatives conjuntes s'han realitzat al si del Consell Escolar de Catalunya. L'any 2003 els sindicats de professorat, les associacions d'estudiants, la FMRP i la FAPAC planten a la consellera d'ensenyament Carme Laura Gil arran del que consideren manca de diàleg al desplegament d'algunes mesures de la Llei de Qualitat de l'Educació. A principis de l'any 2012 la FAPAC junt amb els sindicats de professorat i la FMRP fan una convocatòria per reclamar que les retallades pressupostàries no afectin l'educació.
Com a usuaris del servei públic d'educació, la FAPAC ha plantejat la necessitat de fer front al corporativisme en els casos que pugui ser un problema. Ja el 1983, a la seva cinquena assemblea, la federació planteja que es reformi la funció pública perquè els centres puguin escollir els millors professionals que necessitin. L'any 2007, durant la tramitació de la Llei d'Educació de Catalunya, la FAPAC planteja que el fet que els docents siguin funcionaris facilita en molts casos actituds corporativistes. En altres ocasions la FAPAC ha reclamat que no es vegi als pares i a les mares dels alumnes com a simples clients del sistema educatiu, sinó que se'ls consideri part integral i se'ls doni participació en el sistema.
Un dels àmbits on la FAPAC ha hagut de fixar posicions és respecte a les jornades de vaga realitzades pel professorat. Ja l'any 1978 la FAPAC intervé com a mediadora entre la patronal del sector empresarial d'ensenyament no estatal i els treballadors, i així intentar que una vaga de professorat d'Educació General Bàsica (EGB) quedi en compàs d'espera. En continuar el conflicte entre el professorat i la patronal que no permet signar un nou conveni, la FAPAC, juntament amb la federació d'associacions de pares d'escoles cristianes, declara que tot i respectar el dret a la vaga, demana que els conflictes laborals es resolguin de manera que no afectin l'alumnat. Al final del curs 1980-1981 es produeix una vaga de professors interins, i la FAPAC declara que reconeix el dret de vaga dels professors però està en desacord perquè degrada la imatge de l'escola pública. L'any 1985 es realitza una vaga de professorat convocada pels sindicats Comissions Obreres i USTEC, amb l'oposició de la UGT, i la FAPAC declara que la considera «inoportuna i perjudicial», i en contra dels acords assolits al si del Secretariat de la «Campanya en Defensa de l'Escola Pública», el que genera acusacions mútues al si del Secretariat d'actuar per interessos polítics. L'any 1986 es produeix una altra vaga i la FAPAC declara que la considera inoportuna per coincidir amb les eleccions als consells escolars, i reclama que l'administració i els sindicats s'afanyin per arribar aun acord. Al final del curs 1987-1988 es produeix una vaga de professorat indefinida que dura molts dies. La FAPAC reclama serveis mínims durant aquesta vaga i atenció dels alumnes als centres. Tot i oposar-se a la mesura de vaga per tancar els centres educatius, fins i tot amb una concentració davant el Departament d'Ensenyament, la FAPAC dona suport a les mobilitzacions a favor d'una escola pública de qualitat. A causa de la duració d'aquesta vaga, la FAPAC acaba interposant una denúncia contra l'administració i els sindicats convocants, argumentant que el principal perjudicat és l'alumnat. L'any 1989 la FAPAC declara que donarà suport a totes les mesures de pressió per millorar les condicions del professorat excepte la vaga d'ensenyament. Durant el curs 1990-1991 es produeixen dues convocatòries de vaga per motius retributius secundades pels sindicats majoritaris de professors. La FAPAC culpa a la Generalitat de Catalunya per la manca de voluntat de negociar i demana la seva intermediació perquè les vagues poden afectar la qualitat de l'ensenyament i la continuïtat pedagògica del curs. L'any 1995 la federació s'oposa a la realització d'una vaga plantejada per la manera en què s'està implantant la Llei Orgànica General del Sistema Educatiu (LOGSE) per considerar-la inoportuna i precipitada. El curs 1996-1997 comença amb una altra vaga als instituts públics, i la FAPAC es mostra comprensiva amb la conflictivitat si no s'han complert els compromisos adquirits amb el professorat, però expressa el seu desitj que la situació als instituts es normalitzi aviat. L'any 2000, davant una altra jornada de vaga del professorat, la FAPAC dona suport a la mesura i participa de la manifestació que es convoca durant la jornada de vaga però declara que les famílies no haurien de fer-se càrrec del cost de la mobilització i que s'hauria de preservar el dret a l'educació. A l'octubre del 2002 els sindicats d'ensenyament i d'estudiants convoquen una vaga en contra de la Llei Orgànica de Qualitat de l'Educació, a punt d'aprovar-se. La FAPAC dona suport a una sèrie de reivindicacions més generals que l'oposició a l'articulat de la llei a través del Marc Unitari de la Comunitat Educativa. Al març de 2008 el Conseller d'Ensenyament Ernest Maragall i Mira presenta les Bases de la Llei d'Educació de Catalunya i els sindicats de professorat convoquen la primera de les quatre vagues que hi haurà durant el seu mandat. La FAPAC s'oposa a aquesta vaga indicant que la considera prematura i innecessària. El març de 2009 els sindicats de professorat convoquen una vaga d'ensenyament per no estar d'acord amb la Llei d'Educació de Catalunya, que s'està a punt d'aprovar. La FAPAC demana un esforç de negociació a la Conselleria d'Ensenyament i els sindicats per considerar que la vaga és evitable, i que el sistema educatiu necessita reformes profundes. A l'any següent, març de 2010, davant una convocatòria de vaga de professorat on els temes que es reivindiquen són un augment de la plantilla, l'oposició al canvi en el calendari escolar, el desplegament de la Llei d'Educació de Catalunya i l'autonomia dels centres educatiua, la FAPAC critica tant els sindicats com el Departament d'Educació per no arribar un acord per evitar la vaga, tot i estar d'acord amb la demanda de més recursos per a l'educació.

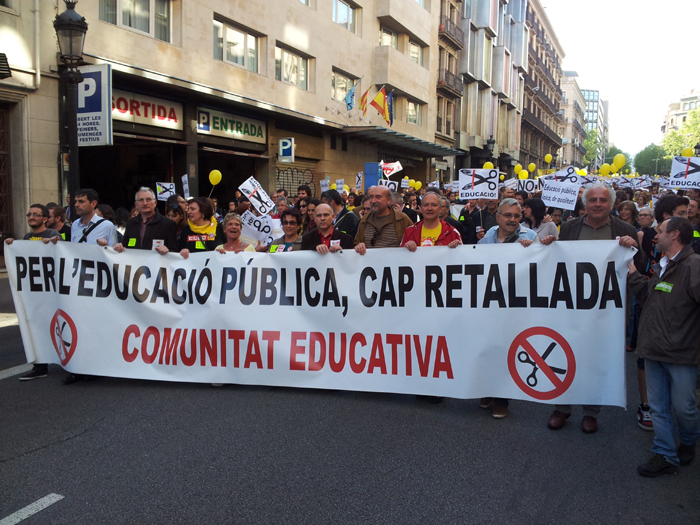
Manifestació del MUCE a favor d'un increment del pressupost públic (Abril 2013)

A partir de les retallades pressupostàries que es comencen a aplicar l'any 2011 a tot el sector públic, la FAPAC comença a donar suport a les convocatòries de vagues, per exemple a la vaga de professorat que es fa al novembre de 2012. L'any 2013 els sindicats d'ensenyament convoquen una vaga en contra de les retallades al pressupost educatiu i en oposició a la Llei Orgànica per a la Millora de la Qualitat Educativa promoguda pel Govern Espanyol, i la FAPAC dona ple suport a aquesta convocatòria.

## Discurs
El discurs de la FAPAC ha estat relacionat amb les diverses èpoques i problemàtiques que ha enfrontat l'entitat i d'acord amb les persones que han passat per la seva junta directiva.

### Qualitat i recursos de l'ensenyament públic i obligatori
La FAPAC contempla en el seu discurs la necessitat d'un ensenyament públic de qualitat. Fins als inicis de la dècada de 1990, aproximadament, les principals reivindicacions de les AMPA i la FAPAC giraven al voltant d'una oferta de places públiques escolars suficient i una millora de les instal·lacions dels centres educatius, per passar posteriorment a centrar-se en la millora de la qualitat de l'ensenyament obligatori. Pel que fa a les subvencions que reben centres privats (concerts educatius) la FAPAC demana l'any 1983 que han d'estar condicionades a una sèrie de requisits relacionats amb la infraestructura dels centres, els criteris d'admissió d'alumnat, la designació del professorat i els mecanismes de participació de les famílies i del professorat en el control dels centres.
També ha estat una constant la demanda de la federació d'uns recursos suficients per a l'educació pública, intentant apropar-se al 6% del Producte Interior Brut que inverteixen els països de l'entorn europeu, el que la federació comença a demanar a la dècada de 1980. Aquesta demanda encara la continua plantejant la FAPAC a la dècada de 2000.
Una altra reivindicació ha estat la de mantenir l'oferta de places escolars en centres públics i no tancar escoles per motius pressupostaris. Per exemple l'any 1988 la Conselleria d'Ensenyament planteja el tancament de diverses aules a escoles públiques per motiu de la baixa de la natalitat, però la FAPAC s'oposa per considerar que no es poden tancar aules abans de conèixer la preinscripció. Des de mitjans de la dècada de 1990 comencen a multiplicar-se les aules que funcionen en barracots, i la FAPAC fa una demanda constant perquè es construeixin edificis per acollir aquestes aules, però les aules en barracots es perpetuen, i l'any 2011 encara hi havia mil aules funcionant en barracots. Arran dels problemes al pressupost de la Generalitat de Catalunya l'any 2014 es torna a plantejar el tancament d'escoles públiques amb matriculació baixa prevista abans de fer la preinscripció, i la FAPAC planteja la seva oposició.

### Admissió de l'alumnat als centres educatius
El balanç entre el dret a l'elecció de centre educatiu per part de les famílies i la possibilitat de selecció d'alumnat en els centres educatius s'incorpora força aviat al discurs de la federació. L'any 1985, quan es comença a aplicar la Llei Orgànica del Dret a l'Educació (LODE), la federació ja expressa que el dret a l'elecció de centre és un terme equívoc i que pot portar a discriminar alumnes per motius econòmics.
Al seu discurs la FAPAC ha propugnat que no hi hagi barreres a l'admissió de l'alumnat amb necessitats educatives especials als centres educatius.
Per exemple a la valoració del curs 1998-1999 la federació ja advertia que, a parer seu, la major part d'alumnes amb risc de marginació es concentraven als centres públics. A més la federació incorpora al seu discurs el problema de saturació de les aules en els centres i la dificultat que implica per a l'atenció a la diversitat de l'alumnat.
Des de finals de la dècada de 1990 la federació comença a queixar-se de la concentració dels alumnes provinents de la immigració en escoles i instituts públics, i aquestes demandes són recollides pel Síndic de Greuges Anton Cañellas, que acaba presentant un informe al Parlament de Catalunya proposant mesures en contra de la segregació escolar dels alumnes nouvinguts als centres d'educació pública.
Per una altra part, la FAPAC va adoptant diverses mesures per intentar incidir sobre els criteris d'admissió de l'alumnat als centres educatius. L'any 1998, davant la concentració d'alumnat amb necessitats educatives especials en centres públics, la FAPAC presenta un recurs en contra del decret d'admissió d'alumnes a Girona, tot demanant que s'obligui a escolaritzar aquests alumnes també a les escoles privades concertades, però és desestimat pel Tribunal Superior de Justícia de Catalunya per considerar que primer el dret d'elecció de centres per part de les famílies dels alumnes.
L'any 2000 la FAPAC es retira de les comissions de garanties d'admissió. Durant la dècada de 200 la FAPAC planteja que els centres concertats d'educació generen barreres per a l'escolarització de l'alumnat amb necessitats educatives especials. L'any 2011 la FAPAC fa un recurs contra el decret de preinscripció als centres educatius perquè s'incorpora un criteri de baremació afavorint que els pares siguin exalumnes del centre, creant al parer de la federació una barrera a l'entrada d'alumnes amb necessitats educatives especialment en centres concertats. El Tribunal Superior de Justícia de Catalunya acaba donant la raó a la federació, però no obliga a readmetre als alumnes perjudicats per aquest criteri de baremació anul·lat, per considerar que un canvi posterior introduït per la Conselleria d'Ensenyament acaba incloent el criteri de forma correcta.
També ha estat una constant a la federació de la demanda d'unes ràtios raonables d'alumnat/docent, portant a la federació a demanar que s'aprofitin les baixades de natalitat per disminuir aquesta ràtio a aquells centres que ho necessitin.

### Participació
La FAPAC sosté que les famílies i escoles han de treballar plegades, i que no s'ha d'ocultar a les famílies dels alumnes els problemes que poden haver-hi a les escoles.
Una altra via de participació és a través dels consells escolars, previstos per les diferents lleis educatives, tot i que la Llei Orgànica per a la Millora de la Qualitat Educativa (LOMQE) aprovada el 2013 li treu el caràcter d'òrgan de govern dels centres educatius. La FAPAC ha promogut la participació activa dels pares i mares d'alumnes als consells escolars des del mateix moment que la Llei Orgànica del Dret a l'Educació (LODE) els va posar en marxa, per exemple promovent campanyes per fomentar la participació dels pares i de les mares d'alumnes a les eleccions a consell escolar. Tot i així, la federació ha considerat que al llarg de totes les eleccions a consell escolar la participació efectiva ha estat inferior a la desitjada.

### Gratuïtat de l'ensenyament obligatori
Un dels objectius de la FAPAC ha estat la defensa de la gratuïtat de l'educació obligatòria, tant pel que fa a l'activitat pròpiament lectiva com pel que fa a les activitats complementàries i el material didàctic.
La FAPAC també ha mantingut al seu discurs la necessitat de l'accessibilitat econòmica de les activitats complementàries a l'activitat lectiva. L'any 2005 la FAPAC denuncia l'increment del preu del servei de menjador escolar, i reclama l'augment dels ajuts familiars per fer front al cost d'aquest servei. Un altre servei pel qual la FAPAC ha demanat sempre accessibilitat econòmica és el servei de menjador escolar, especialment en moments de crisi econòmica com l'any 2013. Molts dels ajuts per a aquestes activitats complementàries es veuen afectats pels problemes pressupostaris que pateix la Generalitat de Catalunya a partir de l'any 2011, per exemple el servei d'acollida matinal a les escoles públiques de primària es queda sense subvenció.
Pel que fa als llibres de text, la FAPAC inicialment promou la possibilitat de descomptes especials per a les AMPA que fan distribució dels llibres de text als seus centres, cosa que a vegades ha generat l'oposició de les editorials que publiquen llibres de text. El tema de gratuïtat de llibres de text torna a revifar-se després d'una recollida de 600.000 signatures per part de la Confederació Espanyola d'Associacions de Pares d'Alumnes l'any 1998, que rep un suport decidit per part de la FAPAC. Al final de l'any 2007 el President de la Generalitat de Catalunya José Montilla i Aguilera promet la gratuïtat dels llibres de text. Durant el Govern Tripartit la FAPAC signa un acord per programes de reutilització dels llibres de text subvencionats per l'administració educativa que permetin una gratuïtat efectiva d'aquest material escolar.

### Gestió dels centres educatius
Inicialment la FAPAC treballa per tenir més intervenció en la gestió dels centres, per exemple pel que fa al nomenament de les persones que exerceixen la direcció, reclamant el 1980 que el nomenament de la direcció passi a ser competència de la Generalitat de Catalunya. Aquestes demandes van evolucionant cap a la reivindicació de la participació dels pares i mares d'alumnes en el control i la gestió dels centres, per exemple l'any 1985 la FAPAC reclama que es reguli aquest dret recollit a la Constitució Espanyola de 1978. El 1986, un cop desplegada la Llei Orgànica del Dret a l'Educació (LODE), es desenvolupen les primeres eleccions a consells escolars de centre amb una participació activa de la FAPAC, i s'aconsegueixen unes xifres de participació del 40%. El 1988, en celebrar-se unes noves eleccions a Consells Escolars, la FAPAC denúncia que tot i que la legislació permet la intervenció dels pares i mares d'alumnes en la gestió i control dels centres educatius, la seva participació no és decisòria per actuar en minoria respecte al professorat i per manca de preparació.

### Educació infantil
La FAPAC va incorporar gradualment al seu discurs el caràcter educatiu de l'etapa d'educació infantil de 0 a 3 anys, així com la necessitat d'una oferta suficient de places públiques amb implicació dels ajuntaments. L'any 1993 es crea una coordinadora d'escoles bressol a la ciutat de Barcelona que es fusiona amb la FAPAC., i es comença a reclamar la creació de llocs escolars públics suficients a l'etapa 0-3. L'any 1997 la federació recull instàncies de famílies que s'han quedat sense escola bressol pública, i les lliura al Parlament de Catalunya.
L'any 2002 la FAPAC presenta una  Iniciativa Legislativa Popular (ILP) per a la creació de 30.000 places a escoles bressol públiques, juntament amb la Federació de Moviments de Renovació Pedagògica, els sindicats Comissions Obreres, Unió General de Treballadors, USTEC, Sindicat d'Estudiants, Associació de Joves Estudiants de Catalunya, Associació d'Estudiants Progressistes, Confederació d'Associacions de Veïns de Catalunya i la Unió de Consumidors de Catalunya. Aquesta ILP es presentarà al Parlament de Catalunya el mes de setembre de 2002, i acabarà plasmant-se en una llei per a la creació de places públiques d'escola bressol durant el Govern Tripartit.

### Horari, jornada i calendari dels centres educatius
La FAPAC ha donat importància al seu discurs el tema de l'horari i la jornada escolar, així com a la distribució del calendari escolar. Ja hi ha algunes referències sobre els desajustos del calendari escolar durant la dècada de 1980. L'any 1985, davant la constitució del Consell Escolar de Catalunya la FAPAC i l'administració educativa comencen a plantejar que les vacances d'estiu són massa llargues i pensen que el nou consell educatiu pot començar a debatre una reforma del calendari escolar. També es fan declaracions per part de la federació l'any 1986 respecte a les vacances de Nadal, i a l'inici del curs 1989-1990 es comença a debatre entre professorat i FAPAC el tema de la jornada escolar. A partir d'inicis de la dècada de 1990 l'entitat comença a demanar una racionalització de la distribució dels dies lectius del calendari escolar durant l'any, intentant reduir la duració de les vacances d'estiu. L'any 1993 els principals actors de la comunitat educativa aconsegueixen posar-se d'acord dins del Marc Unitari de la Comunitat Educativa (MUCE) per fer una proposta de canvi de la jornada escolar, on la principal novetat és considerar l'horari del centre educatiu, l'horari del professorat i l'horari de l'alumnat tres conceptes diferents que no han de coincidir. Aquestes demandes es fonamenten posteriorment en un document elaborat l'any 2002 pel Consell Escolar de Catalunya a una subcomissió presidida pel representant de la FAPAC. Ja s'insinua un possible canvi de calendari escolar amb escurçament de les vacances d'estiu durant la conselleria de la Carme Laura Gil, i inicialment rep suport per part de la FAPAC que reclama que es faci amb un suport suficient per als nous períodes no lectius durant el curs escolar. Aquesta iniciativa però no s'acaba de desplegar, i sols es reprén durant el segon govern tripartit (2006-2010), quan es comença a avançar el dia d'inici del curs, des de la data tradicional de meitat de setembre fins a l'inici de la segona setmana de setembre, i finalment el curs 2010-2011 s'instaura una setmana blanca al mig del segon trimestre de classe (gener-març). La FAPAC veu positiva aquesta mesura però demana que es planifiqui bé per evitar els problemes de conciliació entre la vida familiar i laboral que implica. Durant la discussió al Consell Escolar de Catalunya la FAPAC dona un suport condicional al canvi de calendari, demanant que es faci de manera que contempli activitats complementàries durant el nou període de vacances a l'hivern. Un cop s'acaba posant en pràctica la setmana blanca, la FAPAC retira el seu suport inicial, ja que sosté s'intenta posar en pràctica sense els recursos suficients i considera que les AMPA no tenen capacitat per si soles de fer-se càrrec d'activitats complementàries per a la setmana de vacances al febrer.
Pel que fa al total de dies lectius durant el curs escolar, la FAPAC sempre ha plantejat la diferència entre les escoles de primàries públiques i privades concertades, respecte a l'hora complementària que fan aquestes últimes escoles i que no fan les escoles públiques, que la federació calcula que representa un curs sencer més de classe al final de la primària. Arran d'una possible flexibilització de l'horari que planteja la Conselleria d'Ensenyament l'any 1994, es proposa distingir entre horari lectiu i escolar, però això rep l'oposició dels sindicats d'ensenyemant. els MRP i la FAPAC, per considerar que institucionalitza l'hora complementària dels centres concertats. L'any 2001 la FAPAC comença a demanar obertament que als centres públics de primària es facin 30 hores setmanals de classe com als centres concertats amb una hora complementària cada dia. Al congrés celebrat l'any 2001 la FAPAC comença de demanar la sisena hora per a les escoles públiques de primària, una hora addicional a l'activitat lectiva on es facin activitats complementàries de caràcter educatiu, tal com es fa a les escoles concertades. Finalment, la introducció d'aquesta hora complementària a les escoles de primària públiques, anomenada sisena hora, va ser una de les mesures més importants del Pacte Nacional per l'Educació signat el 2006, i va rebre un suport decidit per part de la federació, junt amb la Federació de Moviments de Renovació Pedagògica i els sindicats Comissions Obreres i Unió General de Treballadors (UGT), amb l'oposició del sindicat USTEC que no va signar el pacte, argumentant que no considerava la sisena hora una prioritat i que s'havien de revisar els concerts econòmics d'escoles privadas. La sisena hora acabaria suprimint-se, excepte a escoles en entorns desfavorits, després de la derrota electoral del Segon Govern Tripartit el 2010, amb l'oposició de la FAPAC. La federació presenta una Iniciativa Legislativa Popular pel seu restabliment l'any 2011 però, tot i ser admesa inicialment, es desestima per inviabilitat econòmica.
Un altre tema que ha anat adquirint importància dins del discurs de la FAPAC és el de la disjuntiva entre jornada contínua o intensiva i jornada partida. La conciliació familiar i laboral porta a la federació a reivindicar un horari escolar compatible amb les obligacions laborals de la família. A partir de l'any 1995, quan molts col·legis comencen a avançar l'hora de tancament tendint a fer una jornada més continuada, la FAPAC comença a oposar-se a una flexibilització de l'horari escolar
També ha estat present al discurs de la FAPAC la jornada intensiva que es fa durant les tres setmanes finals de curs al juny als centres públics, i per exemple, la federació impugna l'any 2007 el decret de jornada intensiva a la primària pública al juny, argumentant que la fixació per decret d'aquesta jornada intensiva salta les competències dels consells escolars de centre. Arran de la setmana blanca que s'implanta al febrer del curs 2010-2011 durant el Segon Govern Tripartit, es modifica tot el calendari escolar i se suprimeix la jornada intensiva durant les tres últimes setmanes de curs al juny, però la pressió del professorat en moltes escoles, cancel·lant sortides escolars i colònies, fa que la Conselleria d'Ensenyament torni enrere i restableixi la jornada intensiva al juny. La supressió de la jornada intensiva del juny fins i tot apareix com una reivindicació a una vaga de professorat que es fa al març de 2010.

### Atenció a la diversitat
Respecte a l'atenció a la diversitat, el discurs de la FAPAC ha anat evolucionant des del seu tractament purament escolar fins a la consideració de la inclusió de totes les persones des d'un punt de vista més social. L'any 1991, per exemple, davant un conflicte en el qual els pares i mares d'alumnes d'una escola de Lleida no volen escolaritzar els seus fills a una escola per l'escolarització d'uns alumnes gitanos, la FAPAC declara que els pares han d'admetre l'escolarització de tots els alumnes i que la Generalitat de Catalunya ho ha de garantir. De totes maneres, fins a aproximadament mitjans de la dècada de 1995 es considera únicament com a diversitat la discapacitat per a passar posteriorment a generalitzar el concepte de diferència, i estendre'l també al concepte de desigualtat.
Durant la dècada dels anys 2000 el discurs se centra molt en la diversitat cultural i socioeconòmica introduïda per l'augment de les famílies immigrades a Catalunya. Això introdueix el concepte de segregació escolar al discurs de la FAPAC. La FAPAC interposa un recurs contra la distribució d'alumnat amb necessitats educatives del curs 1996-1997 davant el Tribunal Superior de Justícia de Catalunya, que tot i ser desestimat causa que el tribunal senyali la necessitat d'una distribució equitativa entre tots els centres d'aquest alumnat. El 1998 la FAPAC continua reclamant un repartiment equitatiu dels alumnes provinents de la immigració entre els centres públics i concertats. El 2012 la Conselleria d'Educació amplia les zones d'escolarització, per fer front a l'existència d'escoles «gueto», però la FAPAC considera que el problema continuarà existint perquè els alumnes sense recursos no poden matricular-se en les escoles concertades.
Quant a la inclusió, el discurs de la FAPAC ha estat favorable però reclamant recursos suficients per poder atendre a tots els alumnes correctament. A partir de la dècada de 2000 la FAPAC exigeix que els alumnes amb necessitats educatives s'escolaritzin en centres ordinaris, demanant que es controli que aquesta escolarització sigui efectiva.

### Activitats extraescolars, temps de migdia i colònies
El discurs de la FAPAC incorpora des de la constitució de la federació la reivindicació d'unes activitats complementàries a l'activitat lectiva que siguin de qualitat, educatives i accessibles per a totes les famílies independentment de la seva capacitat econòmica.
El servei de menjador o temps de migdia sempre ha rebut una atenció especial per part de la federació, per ser un temps important i significatiu de la jornada escolar pel que fa a les escoles de primària, i per ser gestionat en la pràctica totalitat dels centres per les AMPA. Ja l'any 1983 la FAPAC comença a demanar el desenvolupament i actualització de la normativa dels menjadors escolars. La FAPAC ha insistit a més en el caràcter educatiu del temps de migdia i en la necessitat de la implicació de l'administració educativa en la seva gestió. A més una demanda constant de la federació ha estat la necessitat d'una oferta suficient de beques perquè les famílies que ho necessitin puguin fer front al cost del servei de menjador. Amb les restriccions pressupostàries fruit de la crisi econòmica i les restriccions pressupostàries a partir de l'any 2010, la federació comença a plantejar l'impagament de les beques que repercuteixen en les finances de les AMPA que gestionen serveis de menjador i també l'eliminació de molts serveis escolars de menjador a causa de la creixent implantació de centres educatius amb jornada compactada, especialment a l'educació secundària.
Fruit de la col·laboració entre la FAPAC i la Fundació Catalana de l'Esplai, la federació adopta l'any 2002 una proposta sobre les activitats complementàries basada en el següent decàleg per orientar-les:
1. Establir acords o convenis de col·laboració entre l'escola i les entitats sense afany de lucre, sempre que sigui possible i s'asseguri la qualitat educativa
2. Plantejar-se la possibilitat de crear una entitat de lleure en el si de l'escola
3. Implicar l'Administració Pública en els ajuts, infraestructura, reconeixement i difusió de les activitats
4. Rendibilitzar els esforços entre les diferents iniciatives no lucratives d'un territori
5. Informar i formar les famílies i l'entorn sobre la funció educativa de les activitats extraescolars
6. Vincular les activitats extraescolars al Projecte Educatiu de Centre i del territori
7. Assegurar un equip de monitors estable, format, titulat, contractat i coordinat
8. Aconseguir ràtios ponderades
9. Impulsar la participació dels sectors més desfavorits
10. Establir un pressupost digne i equilibrat.

Seguint aquest decàleg sobre la qualitat de les activitats complementàries a l'activitat lectiva, la FAPAC fa un procés de certificació de les activitats en unes desenes d'escoles que dura fins a aproximadament l'any 2006.
L'any 2003 la FAPAC i la Fundació Catalana de l'Esplai fan una demanda a tots els grups parlamentaris perquè es regulin per llei les activitats fora de l'horari lectiu que es fan a l'àmbit dels centres educatius, al·legant que la seva regulació és necessària però està dispersa en diversos decrets i reglaments. però malgrat la bona acollida de tots els grups parlamentaris la llei no s'acaba de promulgar. Aquesta demanda de més regulació troba l'oposició dels grups d'esplai portats per voluntaris i de l'escoltisme, que demanen que no s'obligui a tot el sector de l'esplai a professionalitzar-se per poder complir amb la regulació del sector. L'any 2004 la federació acabaria signant un acord amb Escoltes Catalans i el Moviment Laic i Progressista a favor d'activitats extraescolars de qualitat, on es diu que l'escola i l'esplai no són activitats separades sinó complementàries on s'educa a nens i adolescents.

### Escola Rural
Arran de la Llei General d'Educació de 1970 s'acaba de completar el procés de concentració escolar iniciat en la dècada de 1960, que tanca pràctivament totes les escoles rurals. A partir dels anys 1980 el suport dels moviments de renovació pedagògica, amb el suport de la FAPAC, i la transferència de competències d'educació a la Generalitat de Catalunya permeten una clara recuperació de l'escola rural i es creen les Zones Escolars Rurals (ZER). La FAPAC incorpora al seu discurs els arguments a favor dels avantatges pedagògics de l'escola rural, i especialment a partir de les jornades d'Avinyonet el 1998 treballa conjuntament amb els grups de mestres per donar suport a l'escola rural.

### Immersió lingüística
La FAPAC ha estat a favor del sistema d'immersió lingüística desplegat a Catalunya des de la Llei de Normalització Lingüística de principis dels anys 1980, participant en actes en suport de l'escola catalana. L'any 1981 la FAPAC celebra un congrés i demana que no es creïn dos tipus d'escola segons la llengua, en resposta a un manifest en contra de la immersió lingüística. Més tard, l'any 1993, la FAPAC promou unes jornades per analitzar l'ensenyament de les llengües catalana i castellana a les escoles i expressa el seu suport al sistema d'immersió lingüística dels centres educatius catalans. Arran de l'aprovació de la Llei Orgànica de Qualitat de l'Educació l'any 2002, la FAPAC expressa la seva preocupació que les restriccions a la immersió lingüística pugui perjudicar el procés d'aprenentatge dels alumnes que no parlen català en casa. L'any 2004 arran d'una sentència del Tribunal Superior de Justícia de Catalunya la FAPAC declara que sempre ha estat a favor de la immersió lingüística. L'any 2007 la FAPAC emprèn una campanya amb altres entitats de la comunitat educativa en contra de l'obligació que imposa un decret estatal de fer tres hores de castellà a les escoles de primària.
L'any 2010 es constitueix la plataforma Somescola.cat i la FAPAC forma part del seu grup promotor. Aquesta plataforma es constitueix especialment per defensar el model lingüístic del sistema educatiu català, i promou diverses iniciatives, per exemple oposant-se als canvis previstos per la Llei Orgànica per a la Millora de la Qualitat Educativa (LOMQE).

### Laïcitat
La FAPAC sempre ha defensat la laïcitat com un valor del sistema d'educació públic. Per aquesta raó s'ha oposat a l'establiment d'una assignatura de religió avaluable als centres educatius. L'any 2003 la FAPAC funda amb altres entitats la Lliga per la Laïcitat, coincidint amb el noranta-quatrè aniversari de l'afusellament del pedagog Francesc Ferrer i Guàrdia. Aquesta lliga promourà diverses iniciatives i declaracions a favor del concepte de laïcitat en tots els àmbits de la societat catalana.